# Waharday
Waharday is een gehucht in de Belgische provincie Luxemburg. Het ligt in de gemeente Rendeux, ruim drie kilometer ten westen van het centrum van Rendeux.
Deelgemeenten: Beffe · Hodister · Marcourt · Rendeux

Overige kernen: Chéoux · Devantave · Gênes · Hamoul · Jupille · Laidprangeleux · Magoster · Marcouray · Rendeux-Bas · Rendeux-Haut · Ronzon · Trinal · Waharday · Warisy

Belgische gemeenten · Arrondissement Marche-en-Famenne · Luxemburg · Wallonië